# Timothee Adamowski
Tymoteusz "Timothee" Adamowski (Varsòvia (Polònia), 24 de març, 1858 - Boston (Massachusetts), 18 d'abril, 1943), fou un violinista, director i compositor polonès actiu als Estats Units.

## Carrera
Va començar a aprendre a tocar el violí als set anys. Va estudiar amb Apolinary Kątski i Gustaw Roguski a l'Institut de Música de Varsòvia, on es va graduar amb honors el 1874. Després va perfeccionar la seva interpretació del violí sota la supervisió de Lambert Massart al Conservatori de París.
El 1879 es va traslladar definitivament a Boston, on del 1884 al 1907 va tocar amb l'Orquestra Simfònica de Boston, actuant 82 vegades com a solista i també com a director en concerts populars d'estiu. Al mateix temps (1885-1933) va ensenyar violí al New England Conservatory of Music de Boston.
Va ser el fundador de formacions de cambra molt populars: el Quartet Adamowski (1888–1896), i després, a partir de 1896, el Trio, amb el seu germà Józeph (violoncel·lista) i la dona d'aquest Antoinette (pianista). Com a solista, va fer recitals a Londres, París i Varsòvia.
L'any 1907 esdevingué el segon concertista de l'Orquestra Simfònica de Boston, però al final de la temporada va dimitir, dedicant-se totalment a la música de cambra. Va compondre miniatures de violí i cançons.
Oncle del jugador d'hoquei polonès i olímpic Tadeusz Adamowski i de l'actriu i activista benèfica Helenka Adamowska Pantaleoni. Va ser enterrat al cementiri de West Laurel Hill a Bala Cynwyd, Pennsilvània.